# Tyson Barrie
Tyson Barrie (Victoria, 27 luglio 1991) è un hockeista su ghiaccio canadese.

## Palmarès

### Mondiali
- 2 medaglie:
  - 1 oro (Repubblica Ceca 2015)
  - 1 argento (Germania/Francia 2017)